# Південноросійський уряд
Південноруський уряд — білий уряд, який замінив Уряд при головнокомандувачі ЗСПР в березні 1920 року.

## Історія створення
Уряд створено Головнокомандувачем Збройними силами Півдні Росії Антоном Денікіним за умов військових поразок Збройних сил Півдня Росії.
Саме формування цього уряду стало знаком того, що військове командування Півдня Росії переглянуло своє ставлення до влаштування громадянської влади на підконтрольних територіях у бік відходу від примату одноосібної військової диктатури до діалогу і співпраці з громадянським суспільством, що розглядалося як єдина можливість виправити катастрофу.
Для зміцнення єдиного антибільшовицького фронту Головнокомандувач ВРЮР уклав угоду з союзними урядами Донської області, Кубані і Терека, що передбачає оперативне підпорядкування йому військ цих козацьких державних утворень та їх представників у створенні спільної південноросійської влади. 16 березня 1920 року кубанці здійснили спробу скасувати цю угоду через Верховне військове коло, але терський і донський уряди опротестували таке рішення.

## Склад
- Голова Ради Міністрів — Микола Мельников;
- Військовий і Морський міністр — Анатолій Кельчевський ;
- Міністр Іноземних справ — Микола Баратов;
- Міністр Внутрішніх справ — Володимир Зеєлер;
- Міністр Юстиції — Василь Краспов;
- Міністр Землевпорядкування та Землеробства — Павло Агєєв;
- Міністр фінансів — Михайло Бернацький;
- Міністр Шляхів Повідомлення — Леонід Звєрєв;
- Міністр Торгівлі та Промисловості — Федір Леонтович;
- Міністр Народного Просвітництва — Ф. С. Сушков ;
- Міністр Охорони Здоров'я та Призріння — Микола Долгополов;
- Міністр Продовольства — Яків Щупляк;
- Член Ради Міністрів — Микола Чайковський.

## Діяльність
У виданій Урядом Декларації — «Конституції Півдня Росії» — генерал Антон Денікін був оголошений головою нової влади. Оскільки військовий стан протягом березня 1920 продовжував нестримно погіршуватися, а Уряд так фактично і не приступив до виконання своїх обов'язків. 30 березня 1920 року Денікін, перебуваючи у Феодосії, оголосив про його розпуск.